# Platycarpos
Platycárpos — подрод рода Люпин семейства Бобовые.
Род Люпин (Lupinus L.) С. Ватсоном был разделён на 3 подрода: Lupinus , Platycarpos и Lupinellus S.Watson. В основу деления было положено количество семяпочек и семян в бобе. Большинство видов люпина как средиземноморского, так и американского центров видообразования им было отнесено к подроду Eulupinus. Подрод Platycarpos (плоскоплодный) включал несколько однолетних видов с двумя семяпочками и семенами в бобе (Lupinus densiflorus Benth., Lupinus microcarpus Sims).
В связи с уточнением двух вторичных центров формообразования различных видов люпинов в Средиземноморье и на Американском континенте, а также существенными морфологическими различиями между люпинами двух полушарий, в настоящее время пересмотрены объёмы двух подродов в роде Lupinus L. (Курлович, 1989). Subgen. Platycarpos (Wats.)Kurl. объединяет многочисленные многолетние и однолетние виды Восточного полушария.
Подрод Platycarpos (S.Wats.) Kurl.
Subgen. Platycarpos (S.Wats.) Kurl. 1989, Бюлл. ВИР, 193:24.  —  § 2.PLATYCARPOS  S.Wats. 1873, Proc. Amer. Acad. Arts Sci. 8:522;   B. Platycarpos Aschers. et Graebn. 1907,Mitteleurop. Fl. 6,2:232;  § 1.LUPINUS  S.Wats. 1873, l.c.:518, p.max.p.;  A. Eulupinus Aschers. et Graebn. 1907, Mitteleurop. Fl. 6,2:221,p.p.   — подрод Плоскоплодный.
Стебель преимущественно голый с восковым налётом, преобладает моноподиальный тип ветвления. Первая пара настоящих листьев очерёдная. Листья гладкие, с восковым налётом или слегка опушённые. Завязь с двумя и более семяпочками. Семена преимущественно мелкие, со слаборазвитым зародышем и небольшим количеством эндосперма. Семядоли мелкие, с длинным подсемядольным коленом.
Многолетние травянистые растения, полукустарники, кустарники или реже однолетние. Растения с перекрёстным типом опыления, 2n=36, 48, 96.
Тип подрода: Lupinus densiflorus Benth.
Географическое распространение: Северная, Центральная, Южная Америка, преимущественно в горных системах Анд и Кордильер. Несколько видов культивируется (Lupinus mutabilis Sweet, Lupinus polyphyllus Lindl.). В подрод входит, по Smith (1917—1924), около 500 видов, требующих дальнейшего изучения их самостоятельности.